# Fulgenzio Chicherio
Fulgenzio Chicherio (* 7. Oktober 1827 in Bellinzona; † 6. Juni 1907 ebenda) war ein Schweizer Jurist und Offizier der Schweizer Armee.

## Leben
Fulgenzio Chicherio war der Sohn des Kaufmanns Francesco Chicherio und dessen Ehefrau Sabina, geb. Tatti.
Er besuchte das bischöfliche Lyzeum in Como und erwarb, nach einem Studium der Rechtswissenschaften seinen Dr. jur.
Nachdem er ins Tessin zurückgekehrt war, trat er in den öffentlichen Dienst ein und wurde als Sekretär des Departements für Justiz und Inneres angestellt. 
Der Tessiner Staatsrat Filippo Ciani (1778–1867) bemühte sich, um die Einführung eines humaneren Strafvollzugs, weil zu dieser Zeit noch mittelalterliche Strafen und die Todesstrafe angewendet wurden. Allerdings verschob sich, aufgrund der politischen Entwicklung die Lösung dieses Problems immer wieder. Hierauf verfügte Filippo Ciani, das aus seinem Vermögen 40.000 Franken zur Errichtung einer kantonalen Strafanstalt verwendet werden sollten. Am 11. Dezember 1860 beschloss der Tessiner Grosse Rat, die Gründung einer kantonalen Strafanstalt. Fulgenzio Chicherio wurde beauftragt, in Italien und in der Schweiz Studien in Strafanstalten durchzuführen und Vorschläge zu deren Umsetzung auszuarbeiten, die beim Bau und bei der Schaffung des Strafvollzugssystems verwendet werden konnten. Von 1873 bis zu seinem Tod war er der erste Direktor der kantonalen Strafanstalt, die hinter dem Palazzo Pretorio in Lugano errichtet wurde; die Strafanstalt galt seinerzeit als ein Muster ihrer Art.
Während er Direktor der Strafanstalt war, studierte und befolgte er die Theorien von Cesare Lombroso, der als Begründer der kriminalanthropologisch ausgerichteten sogenannten Positiven Schule der Kriminologie (Scuola positiva di diritto penale) galt, allerdings lehnte er dessen übertriebenen Determinismus ab. Fulgenzio Chicherio war auch der Verfasser von Artikeln über Kriminologie und Soziologie, die in verschiedenen Fachzeitschriften erschienen.
Während des zweiten italienischen Unabhängigkeitskrieges 1859 diente er als Offizier und war Major der Schweizer Armee.
Fulgenzio Chicherio war verheiratet mit Luigia Paganini.

## Schriften (Auswahl)
- Per una Riforma della legge 27 maggio 1836 sull'esercizio costituzionale del diritto di grazia. 1836.
- Fulgenzio Chicherio; Carlo Olgiati; A. Defilippis: Sistemi penitenziari in Italia e in Isvizzera: Relazione. Bellinzona: Tip. e Lit. Cantonale, 1872.
- Progetto di regolamento organico per il Penitenziere cantonale preceduto da un memoriale di giustificazione dei suoi principi fondamentali. Bellinzona: Tip. Cantonale, 1873.
- L'amministrazione della giustizia nel cantone svizzero del Ticino. Roma: Artero, 1877.
- Sulla esposizione generale di calzature a Berna (11 giugno–10 luglio 1876): rapporto del delegato ticinese. Locarno: Tip. Cantonale, 1877.
- Delle perizie giudiziarie: studio critico sulla memoria della Società medica della Svizzera italiana. Bellinzona: Tip. Cantonale, 1884.
- Aperçu historique du droit pénal et des procédures pénales dans le canton du Tessin: et statistique de son mouvement pénitentiaire dans la période de 1873 à 1891. Tipografia Eredi Carlo Colombi, Bellinzona 1892.
- Pensieri sull’assistenza dei poveri: Memoria premiata per concorso dalla benemerita Società degli Amici dell’Educazione del Popolo e di Utilità Pubblica. Tipografia e Litografia Eredi Carlo Colombi, Bellinzona 1894.
- Brenno Bertoni; Fulgenzio Chicherio: Della pubblica assistenza nel cantone Ticino: memorie.Eredi Carlo Colombi, Bellinzona 1894.
- La statistica nella sua storia e nei suoi elementi. Tipografia Carlo Staempfli e Cie, Bern 1894.